# Rabie Benchergui
Rabie Benchergui est un footballeur international algérien né le 14 mars 1978 à Oued Fodda, dans la banlieue de Chlef. Il a évolué au poste d'attaquant.
Il compte 2 sélections en équipe nationale entre 2002 et 2006. Il est le grand frère de Djamel Benchergui, également footballeur.

## Biographie
Rabie Benchergui connaît sa première sélection en équipe nationale A d'Algérie le 24 septembre 2003 face au Gabon, au cours d'un tournoi préparatif à la CAN 2004. Il s'agira de la seule fois où il jouera en sélection nationale. Formé au club de son village Oued Fodha, il rejoint l'ASM Oran en 1999, avant d'aller à l'USMA en 2001.

## Palmarès
- Champion d'Algérie en 2002, 2003 et 2005 avec l'USM Alger.
- Vice-champion d'Algérie en 2004 et 2006 avec l'USM Alger.
- Vainqueur de la coupe d'Algérie en 2003 et 2004 avec l'USM Alger.
- Finaliste de la coupe d'Algérie en 2006 avec l'USM Alger.
- Accession en Ligue 1 en 2000 avec l'ASM Oran.
- 2 sélections avec l'équipe d'Algérie.